# Maria Fortunata d'Este
Maria Fortunata d'Este av Modena (Franska: Marie Fortunée), född 24 december 1731, död 21 september 1803, var en fransk prinsessa, gift 1759 med den franska prinsen Louis François Joseph de Bourbon av Conti. Hon var dotter till hertig Frans III av Modena och den franska prinsessan Charlotte Aglaé av Orléans.

## Biografi
Maria Fortunata d'Este och hennes syster blev båda bortgifta med medlemmar av det franska kungahuset i äktenskap arrangerade av modern. Äktenskapskontraktet undertecknades av Frankrikes ambassadör i Turin i Savojen 3 januari 1759. Vigseln skedde först per procura (genom ombud) 7 februari i Milano och sedan, 27 februari, i Nargis-en-Brie i Frankrike. Hon fick vid vigseln titeln grevinna de La Marche och presenterades vid hovet av Louise-Elisabeth de Bourbon.
Relationen till maken blev olycklig och barnlös: maken hade ett förhållande med skådespelerskan Marie Anne Véronèse, med vilken han hade två barn. Maria Fortunata beskrivs som timid, diskret och religiös. Hon presenterade Louise Marie Adelaide av Bourbon vid hovet 1768, och deltog med maken som ett av tolv par vid Marie-Antoinettes bröllopsmiddag 1770. Paret separerade inofficiellt 1775 och offentligt 1777. Hon blev prinsessa av Conti 1776 och, eftersom maken avled barnlös, den sista bäraren av den titeln.
Maria Fortunata tillhörde aldrig Marie-Antoinettes umgänge i Versailles. Hon bodde från 1780 på slottet Chateau de Tiel. År 1784 mötte hon Gustav III under hans statsbesök i Frankrike. Vid franska revolutionens utbrott 1789 deltog hon i en böneprocession som en del av en rojalistisk demonstration.
Maria Fortunata d'Este emigrerade till Bryssel och var därefter bosatt i Chambéry i Savojen, och därpå i Fribourg i Schweiz. Hon tog 1794 emot sin släkting Adelaide av Bourbon-Orléans. De flyttade senare till Bayern och 1800 till Ungern. Adelaide av Bourbon-Orléans reste 1801 till Barcelona, och Maria Fortunata flyttade kort före sin död till ett kloster i Venedig.